# Vermont
Vermont es uno de los cincuenta estados que, junto con el distrito federal de Washington D. C., forman los Estados Unidos de América. Su capital es Montpelier y su ciudad más poblada, Burlington. Está ubicado en la región Noreste del país, división Nueva Inglaterra, limitando al norte con Canadá, al este con el río Connecticut que lo separa de Nuevo Hampshire, al sur con Massachusetts y al oeste con el estado de Nueva York. Con 24 906 km² es el sexto estado menos extenso —después de Nuevo Hampshire, Nueva Jersey, Connecticut, Delaware y Rhode Island, el menos extenso— y con 643 503 habitantes (censo de 2020), el segundo menos poblado, por detrás de Wyoming. Fue admitido en la Unión el 4 de marzo de 1791, como el estado número 14.
Su nombre se pronuncia, en español e inglés, agudo: «vermónt», al derivar del francés: Vert Monts, que significa «Montañas Verdes». Su capital es Montpelier, aunque la ciudad de mayor tamaño es Burlington. Es famoso por su paisaje (especialmente en otoño), sus productos lácteos y su jarabe de arce, además de ser conocido por su política liberal y pensamiento político independiente y de corte liberal para los parámetros estadounidenses.
Tras la exploración y la colonización de América del Norte, Francia reclamó el territorio actualmente conocido como Vermont, habitado originariamente por tribus nativas americanas (iroqueses, algonquinos y abenakis); pero pasó a manos de la Corona británica tras su derrota en el conflicto bélico que tuvo lugar entre 1754 y 1763. Durante muchos años, las colonias vecinas —entre ellas Nuevo Hampshire— se disputaron el control sobre el área. Sin embargo, Vermont fue independiente hasta que, tras un período de catorce años, se integró a los Estados Unidos de América.

## Geografía física

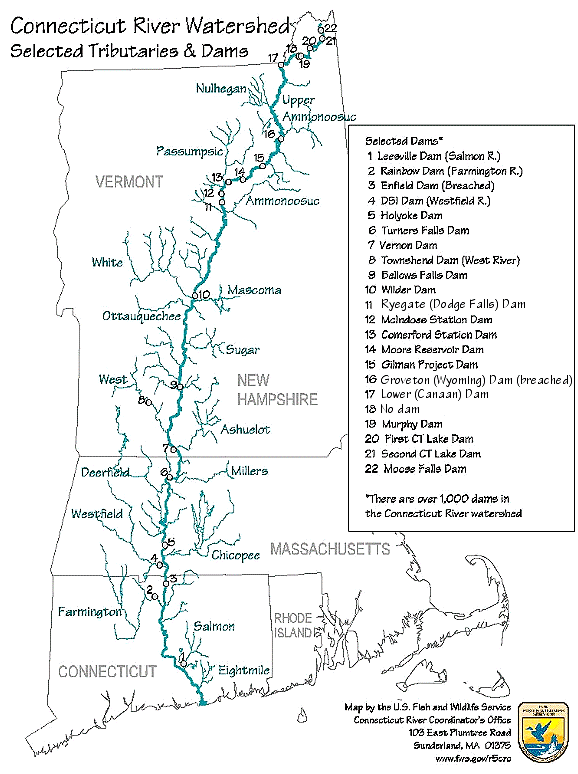
Mapa del río Connecticut, el cual forma la frontera este de Vermont con Nuevo Hampshire

Es el único estado de Nueva Inglaterra que no limita con el Océano Atlántico, pues lo flanquea el estado de Massachusetts al sur, Nuevo Hampshire al este, Nueva York al oeste y la provincia canadiense de Quebec al norte. Respecto al relieve, su geografía queda marcada por limitar al este con las Green Mountains, parte del sistema de los Apalaches, y al oeste por el lago Champlain.

## Historia

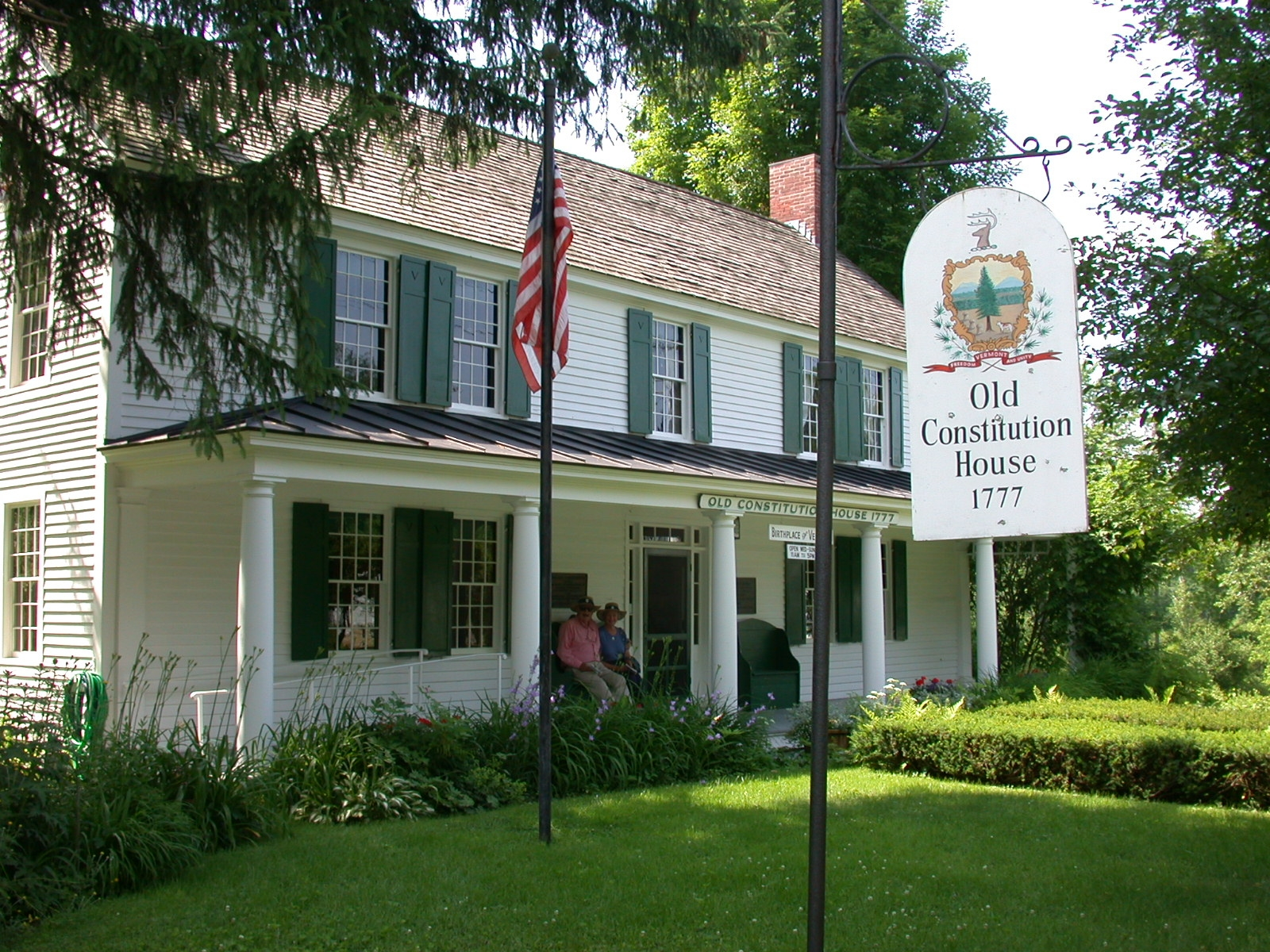
La Old Constitution House en Windsor, donde se firmó la Constitución de la República de Vermont el 8 de julio de 1777.

El primer europeo en ver el territorio del actual Vermont posiblemente fue Jacques Cartier, en 1535. El 30 de julio de 1609, el explorador francés Samuel de Champlain reclamó el área que es ahora el Lago Champlain, y llamó a las montañas les Monts Verts («las Montañas Verdes»). Francia reclamó Vermont como parte de Nueva Francia y construyó el Fuerte Sainte Anne en la Isla La Motte en 1666 como parte de las fortificaciones del Lago Champlain. Este fue el primer asentamiento europeo en Vermont y el lugar donde tuvo lugar la primera misa, aunque el pueblo más antiguo del estado es Vergennes. Champlain exploró su territorio ampliamente en 1604. Fue objeto de disputa entre los franceses y los británicos. La conquista de estos aceleró su colonización, y en 1791, ya era un estado de la casi recién nacida Unión.

## Política
El estado es conocido por su política liberal y pensamiento político independiente, a este respecto pasa por ser el único estado que ha tenido un gobernador socialdemócrata, ajeno a los partidos Demócrata y Republicano. En abril de 2009 se aprobó la ley que permite el matrimonio entre personas del mismo sexo.

## Demografía

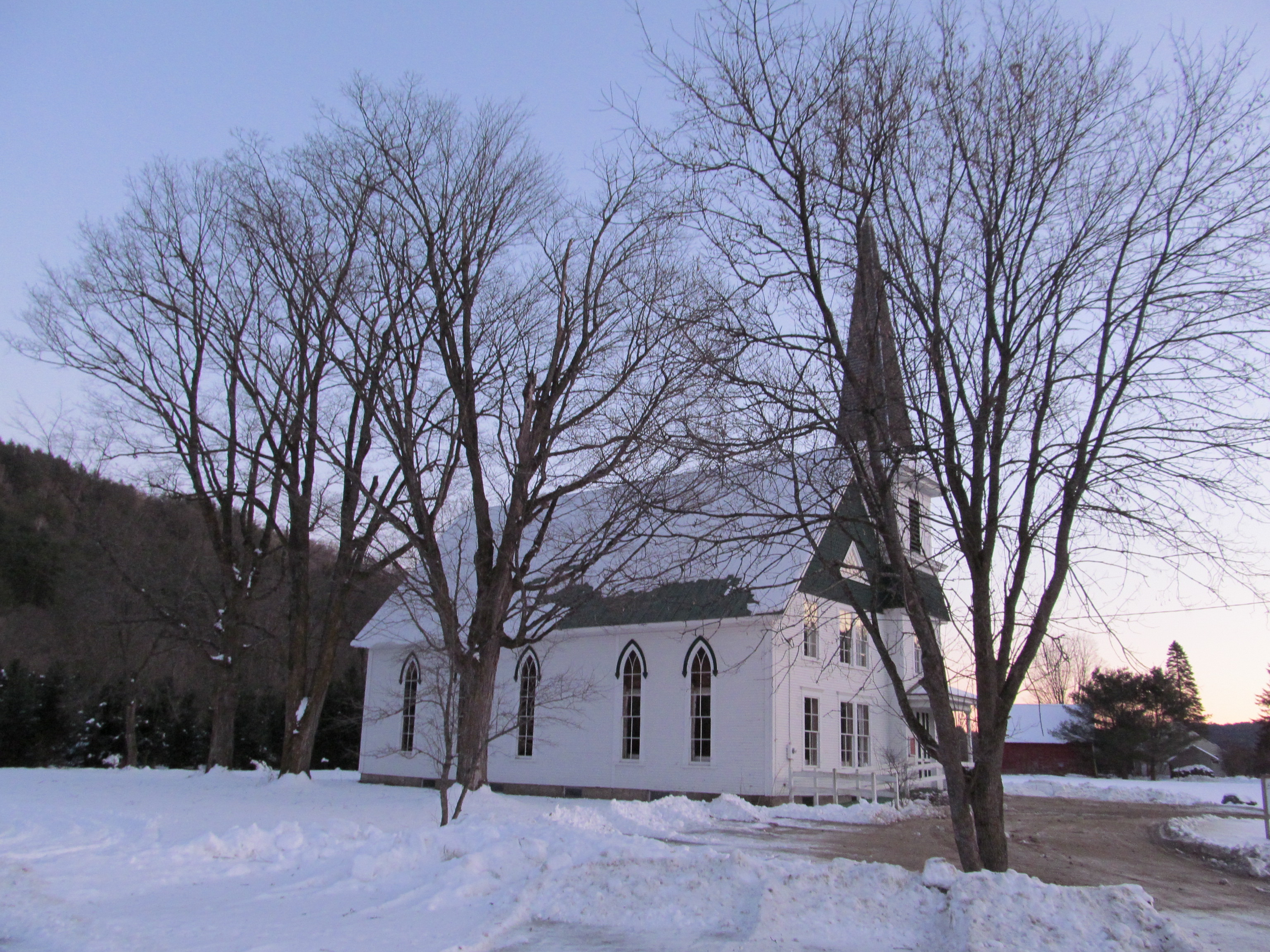
Iglesia Congregacional de Brookfield.

Vermont es el estado con mayor porcentaje de gente blanca de todo Estados Unidos de América. Actualmente el estado de Vermont cuenta con una población de 626 042 personas, de los cuales:
- el 95.6 % son blancos.
- el 1.1 % latinos o hispanos.
- el 0.9 % son asiáticos.
- el 0.8 % son negros.
- el resto lo conforman personas de otras etnias.

### Religión 2018
- Protestantismo 31 %
- Catolicismo 24 %
- Cristianos ortodoxos 1 %
- Otras religiones 8 %
- Sin religión 28 %

### Idioma
- Idioma oficial:
  - Inglés estadounidense
- Semioficiales:
  - Francés cajún
  - Idioma abenaki
- No oficiales:
  - Idioma español en Estados Unidos

## Economía
Según el informe del Bureau of Economic Analysis de 2004, el producto interior bruto de Vermont correspondía a 23 000 millones de dólares. La renta per cápita era de 33 000 dólares en 2004.
Durante los dos últimos siglos, el estado de Vermont ha experimentado movimientos expansivos y decrecientes de su población. Inicialmente ocupada por granjeros, cazadores y leñadores, Vermont perdió gran parte de su población debido a la emigración de los granjeros hacia las grandes llanuras del oeste en busca de tierra abundante y productiva. La actividad maderera entró en decadencia al explotarse otros bosques en el resto del país que era mucho más productivos. Aunque estas caídas poblacionales conllevaron efectos negativos para la economía de Vermont, la pérdida de población permitió la recuperación de estos bosques y tierras. La escasez del sector industrial en el estado permitió a Vermont evitar los efectos negativos de la industrialización del siglo XX, efectos que aún se notan en los estados vecinos. Las granjas lactíferas son la fuente principal de los ingresos procedentes de la agricultura.

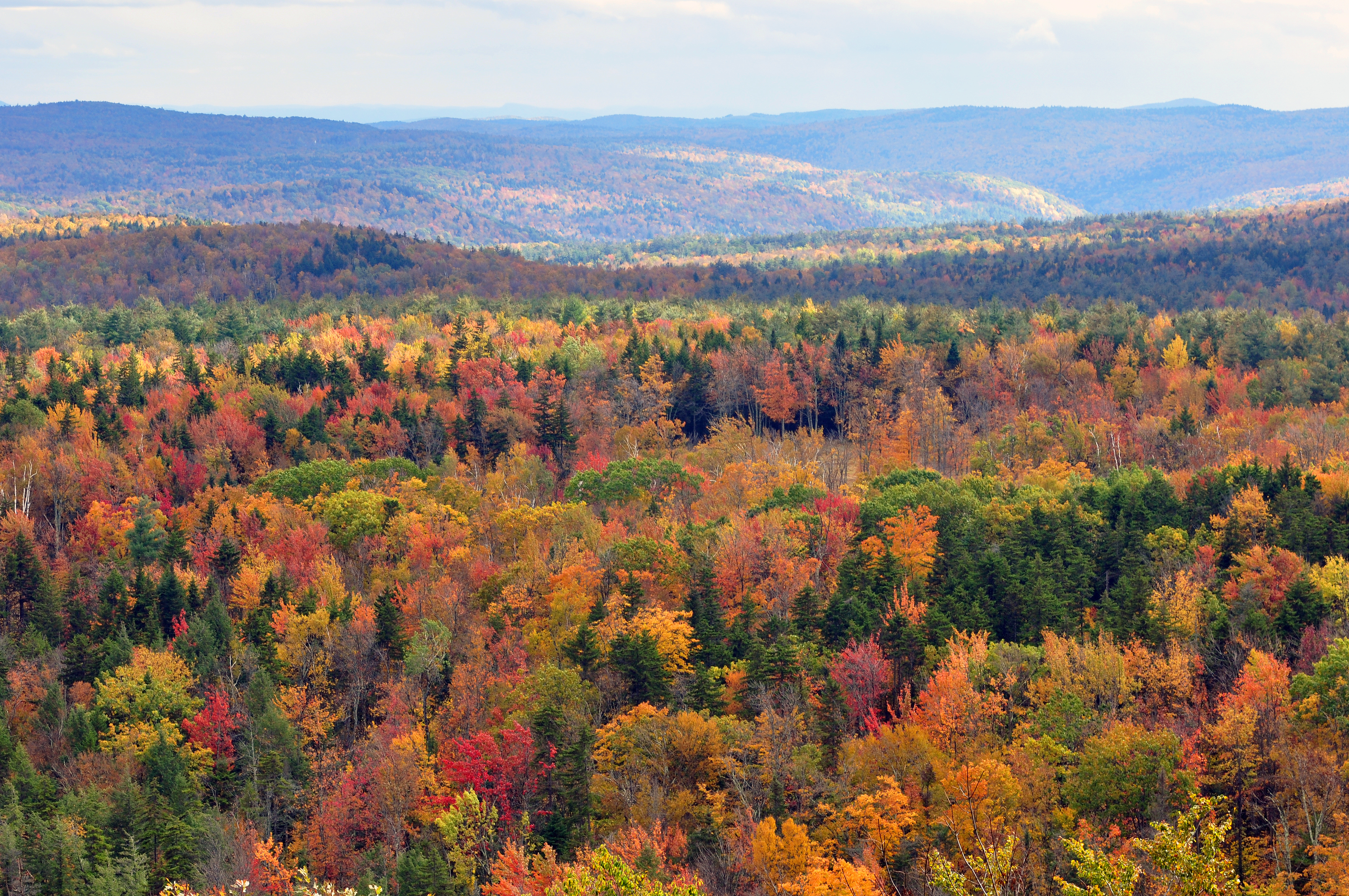
Follaje otoñal visto desde la montaña Hogback, Wilmington.

Un sector importante y creciente de la economía del estado es la manufactura y la venta de productos artesanales. Ejemplos de estas exportaciones tan especializadas son el queso cabot, The Vermont Teddy Bear Company, Fine Paints of Europe, la mantequilla de Vermont y la Compañía de Quesos, la producción de ginseng, chocolate, o los helados de Ben & Jerry's. La Agencia de Agricultura, Alimentación y Mercados de Vermont mantiene los máximos estándares exigibles a los productos lácteos y equivalentes a los que exige el Ministerio de Agricultura francés.
Las llamadas aseguradoras cautivas están jugando un papel creciente en la economía de Vermont. A través de esta forma de seguro alternativo, las grandes corporaciones o las asociaciones de industrias crean compañías aseguradoras para que éstas sufraguen sus propios riesgos de sus actividades respectivas. De esta forma mantienen un mayor control sobre los posibles riesgos que tienen que cubrir. Asimismo, existen ventajas fiscales para la creación de estas compañías aseguradoras cautivas. Según el Instituto de Información sobre Aseguranzas, Vermont en 2004 era el tercer domicilio en el ámbito mundial de este tipo de compañías aseguradoras, por detrás de Bermuda y de las Islas Caimán.
El turismo es la industria más importante del estado. Durante el invierno el estado recibe a muchos esquiadores, los cuales se alojan en estaciones de esquí como las de Stowe, Killington, Mount Snow, Mad River Glen, Sugarbush, Stratton, Bolton Valley, Jay Peak, Okemo y Bromley. Los visitantes proceden sobre todo de Boston, Montreal y del área metropolitana de Nueva York. Durante el verano Stowe, Manchester y Woodstock atraen visitantes que disfrutan de las montañas de Vermont.

## Cultura

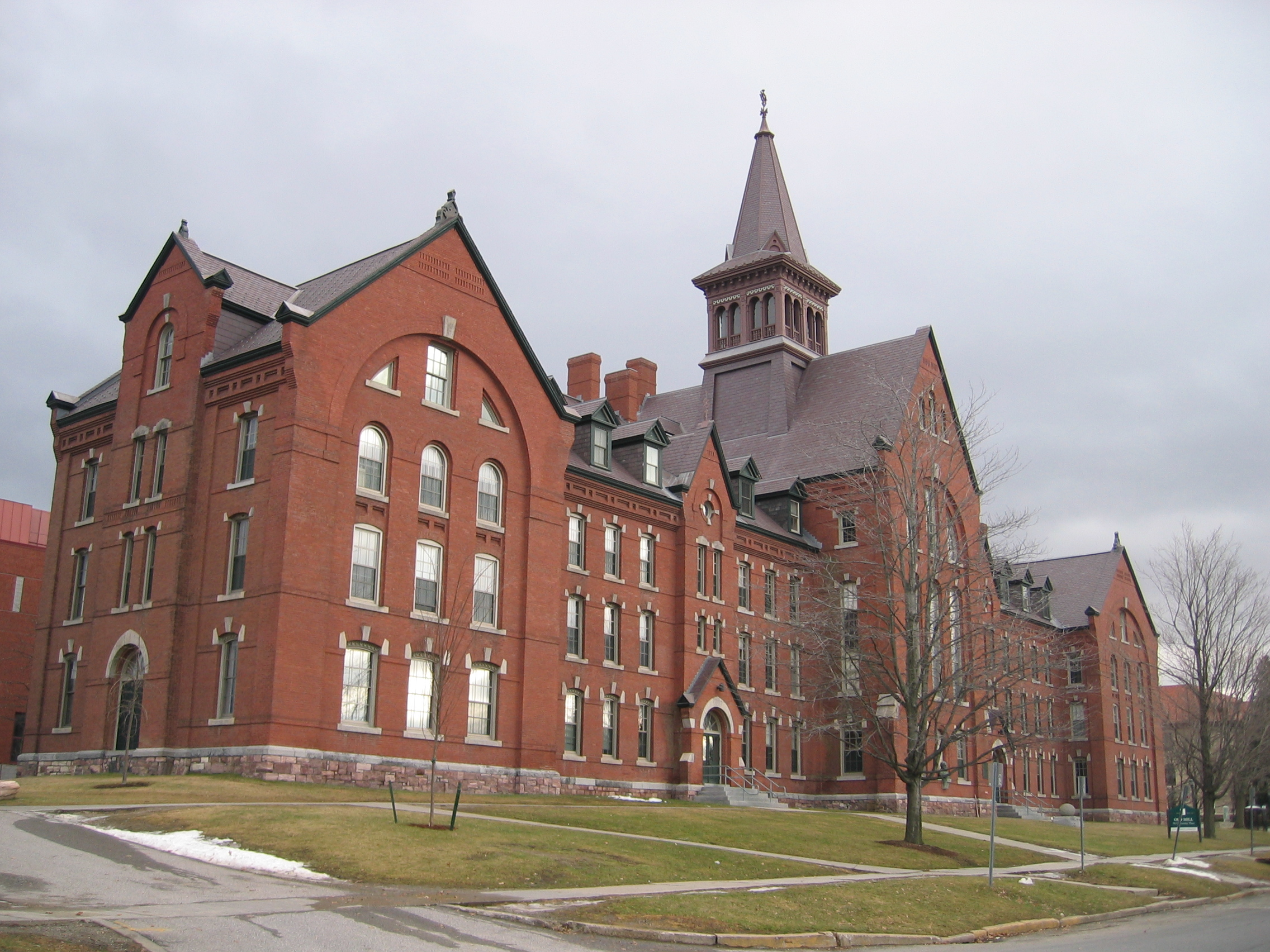
La Universidad de Vermont, en Burlington.

El estado de Vermont es conocido por ser la sede de algunos centros educativos, entre los mejores de los EE. UU., como la Universidad de Vermont y el Middlebury College. También por ser la inspiración de numerosos escritores y poetas como Robert Frost o la residencia permanente o estival de muchos otros, como Julia Álvarez. En el mundo literario hispano es conocido por ser el escenario del viaje que Federico García Lorca llevó a cabo de la mano de su íntimo amigo el poeta Philip Cummings en el verano de 1929 para vivir en una cabaña en la orilla del lago Edén, en Eden Mills, donde escribió los «Poemas del lago Edem Mills» dentro de Poeta en Nueva York y tradujo al inglés su Cancionero.

### Símbolos estatales
El himno del estado, así como sus símbolos, fueron designados por el acto de legislatura y refrendados por el gobernador. «These Green Mountains» («Estas verdes montañas»), el himno actual de Vermont, fue compuesto por Diane Martin con arreglos de Rita Ruglass Gluck y designado oficial el 22 de mayo de 2000 substituyendo el himno de 1938 «Hail to Vermont!», compuesto por Josephine Hovey-Pery.

### Deporte
Deportes de invierno
Los deportes de invierno son muy populares en Nueva Inglaterra, y las atracciones de deportes de invierno de Vermont son una parte importante del turismo del estado. Las principales atracciones son la zona de esquí de Burke Mountain, Jay Peak Resort, Killington Ski Resort, Stowe Mountain Resort, y el Smugglers' Notch Resort.
Entre los nativos de Vermont que ejercen la profesión de snowboard están Kevin Pearce, Ross Powers, Hannah Teter, y Kelly Clark.
El estado tiene varios medallistas olímpicos de invierno como Barbara Cochran, Hannah Kearney, Kelly Clark, Ross Powers, y Hannah Teter.
Beisbol
La más antigua franquicia profesional de beisbol del estado son los Vermont Lake Monsters de la ciudad de Burlington, que pertenecen a la Futures Collegiate Baseball League. Antes de 2006 se conocían como Vermont Expos. Hasta 2011 estuvieron afiliados a los Washington Nationals (antiguamente Montreal Expos).
Baloncesto
Los Catamounts de la Universidad de Vermont, tienen equipo masculino y femenino de baloncesto en la División I de la NCAA.
El equipo de los Vermont Frost Heaves, fueron doble campeones de la American Basketball Association y también estuvieron en la Premier Basketball League. El equipo estuvo primero en Barre y luego se trasladó a Burlington.
Fútbol americano
Los Vermont Bucks, son un equipo de fútbol americano indoor de la ciudad de Burlington que juega en la liga Can-Am Indoor Football League.
Hockey
Los Catamounts de la Universidad de Vermont, tienen equipo masculino y femenino de hockey.
El único equipo profesional del estado fueron los Vermont Wild, que llegó a jugar en la Federal Hockey League.
Fútbol
El club de fútbol Vermont Voltage de la ciudad de St. Albans jugó en la USL Premier Development League.
Luego están el Vermont Green FC, que juega en la USL League 2, y que disputa sus encuentros en la Universidad de Vermont.
Anualmente, desde 2002, los mejores jugadores de instituto compiten contra el estado de New Hampshire en los llamados «Twin State» playoffs.
Motor
Vermont también cuenta con algunas sedes de carreras de coches. El más popular de ellos es la Thunder Road International Speedbowl en Barre.

## Condados
1. Condado de Addison
2. Condado de Bennington
3. Condado de Caledonia
4. Condado de Chittenden
5. Condado de Essex
6. Condado de Franklin
7. Condado de Grand Isle
8. Condado de Lamoille
9. Condado de Orange
10. Condado de Orleans
11. Condado de Rutland
12. Condado de Washington
13. Condado de Windham
14. Condado de Windsor